# Kazuo Koike
Kazuo Koike (小池一夫, Koike Kazuo) (Daisen, 8 de maio de 1936 - 17 de abril de 2019) foi um mangaka japonês.
Koike, juntamente com o artista Goseki Kojima, criou o mangá Kozure Okami (Lobo Solitário no Brasil), e também foi responsável pelas adaptações cinematográficas da obra. 
Koike e Kojima ficaram conhecidos pela brilhante parceria entre roteiro e arte vistos em "Lobo Solitário" na primeira metade da década de 70.
a dupla também foi responsável por Samurai Executor.
Koike é autor de outros sucessos, incluindo Crying Freeman, o qual fez em parceria com o artista Ryoichi Ikegami e que teve enorme sucesso no Japão e em outros países, chegando inclusive a ser publicado no Brasil no início da década de 1990.
Antes de trabalhar em Lobo Solitário, Koike foi assistente de Takao Saito em Golgo 13.

## Morte
Em 17 de abril de 2019, Kazuo Koike morreu devido a uma pneumonia aos 82 anos de idade. Sua morte aconteceu apenas seis dias após a morte do prolífico mangaká Monkey Punch em 11 de abril, que também morreu de pneumonia, Koike considerava Punch como seu rival na revista Weekly Manga Action.